# Chichimbré
El chichimbré es un tipo de pan dulce mexicano elaborado principalmente a base de harina (de maíz o de trigo), piloncillo, canela, levadura y otros ingredientes. Según la zona, se les suele dar forma de un cerdo por lo que también se les conoce como cochinitos, puerquitos o marranitos; a estos nombres se le suele añadir de piloncillo por el su uso en la elaboración del pan.

## Etimología e historia
El término «chichimbré» es una deformación de gingerbread, el nombre en inglés del pan de jengibre que fue introducido por los ingleses, quienes tuvieron presencia en México para la extracción de petróleo durante la Primera Guerra Mundial; con el tiempo el jengibre fue sustituido por otras especies como la canela, el clavo y el anís, que hoy se suelen usar más. Otras fuentes remontan el posible origen del pan a la época colonial y que el nombre es derivado del vocablo náhuatl tzi tzi, significando «delgado» y el sufijo castellano -bre.
El pan es originario de Tamaulipas y con los años trascendió al resto de la Huasteca, haciéndose parte de la gastronomía típica de la región y esparciéndose al resto de México.

## Elaboración
El pan suele ser preparado de forma artesanal. Tradicionalmente, se cocina en hornos de leña, denominados panadero (por ser hornos usados para hornear pan), construidos con piedras calizas (denominadas terrones); estos hornos les daba un aroma particular a los panes que no está presente en los que son preparados en hornos industriales que son más comunes.
Es hecho con harina de maíz o trigo, piloncillo, especias como el clavo, anís o canela, cáscara de naranja y manteca. Algunos son glaseados o cubiertos de chocolate.

## En la cultura
Los chichimbres, originarios de Tamaulipas, son consideradas parte de la cultura panadera de la región huasteca y del resto de México. Son elaborados durante la temporada aproximando el día de los muertos y se pueden encontrar en ferias, mercados, panaderías especializadas y en ventas ambulantes. Se usan como ofrenda en temporada de Xantolo en la huasteca.
Los marranitos son reconocidos como panes de temporada en Toluca, siendo encontrados comúnmente durante la feria del Alfeñique. En la Ciudad de México tienen un toque de esencia de clavo, los de Baja California suelen ser más pequeños y crujientes, en Chiapas son preparados con manteca y son cortados en forma de caballo.